# Henryk J. Kozak
Henryk Józef Kozak (ur. 15 lipca 1945 w Krasnej na Podlasiu) – polski poeta, prozaik.

## Życiorys
Dzieciństwo i młodość spędził w Sitniku k. Białej Podlaskiej. Absolwent Liceum Pedagogicznego w Leśnej Podlaskiej oraz Wydziału Historii Uniwersytetu Marii Curie-Skłodowskiej w Lublinie. Debiutował w „Kamenie” w 1967 r. Mieszka w Lublinie. Jego wiersze tłumaczono na języki: duński, rosyjski, serbski, rumuński, węgierski, ukraiński. Swoje utwory zamieszcza w „Podlaskim Kwartalniku Kulturalnym”, „Akancie”, „Akcencie”, „Lublinie”, „Poezji Dzisiaj” i innych czasopismach.

## Twórczość
- W krajobrazie łagodnych słów (1973), Wydawnictwo Lubelskie, debiut książkowy.
- Podróże do źródeł (1978), wyd. Iskry, Warszawa,
- Chwila (1979), Wyd. Lubelskie,
- W cieniu ciszy (1982), Wydawnictwo Lubelskie,
- Coraz cichsze lata (1985), Wyd. Lubelskie,
- Kupić śmierć, powieść (1985) Wyd. Lubelskie,
- Kiedy kończy się miłość, powieść (1988),Wyd. Lubelskie.
- Podróż do Miami (1995),Wyd. MULTICO ,Lublin,
- Miejsce urodzenia. Los. (1997), Wyd. MULTICO, Lublin,
- In umbra taceri: versuri si proza (1998), wersja polsko-rumuńska,Wyd. Performantica Iasi
- Miejsca magiczne: liryki podlaskie (2001), Tow. Miłośników Podlasia,
- O świcie kiedy (2007), Instytut Wydawniczy Książka i Prasa, Warszawa;
- List od matki (2010), wiersze, wersja polsko-rumuńska, Wyd. Performantica Iasi.
- Chwile przed odjazdem (2011), Towarzystwo Miłośników Podlasia, Biała Podlaska,
- Ballada o przemijaniu (2013) Wyd. Norbertinum, Lublin
- Nostalgia (2015), Wyd. Towarzystwo Przyjaciół Podlasia
- Nostalgii (2015), wersja polsko-rumuńska, Wyd. Performantica, Iasi.
- Udane życie (2017), Wyd. Norbertinum, Lublin.
- Niegdyś czyli tam. Wybór wierszy. (2017), Wyd. POLIHYMNIA, Lublin.
- Serce zimą, wiersze. Wyd. NORBERTINUM, Lublin, 2019.
- Prawdopodobnie, wiersze, Wyd. NORBERTINUM, Lublin, 2020.

## Nagrody
Jest laureatem nagród literackich im. J.Czechowicza, I stopnia – 1980, 1995; J. Łobodowskiego, Nagroda Główna – 2001; Wacława Olszewskiego – I Nagroda 1999; Anny Kamieńskiej, – I Nagroda 2014; J. I. Kraszewskiego, I Nagroda – 1999, 2013; honorowej nagrody Sławy Przybylskiej „In Arte Libertas” – 2016 r., oraz wielu ogólnopolskich konkursów poetyckich i prozatorskich. 